# Jakob Binder
Pour les articles homonymes, voir Binder.
Jakob Binder (né le 19 novembre 1866 à Isny im Allgäu et mort le 6 mars 1932 à Karlsruhe) est un homme politique allemand (SPD).

## Biographie
Binder est le fils d'un homme d'affaires et termine un apprentissage de boulanger après avoir étudié à l'école primaire à Immenstadt. En 1885, il s'installe à Ludwigshafen, où il dirige sa propre boulangerie de 1890 à 1905, qu'il loue ensuite. En 1887, il rejoint le SPD et de 1900 à 1920, il est élu au conseil municipal de Ludwigshafen am Rhein.
En outre, à partir de 1905, il est premier adjoint et donc adjoint au maire Friedrich Krafft (de). En 1908, il succède à Franz Josef Ehrhart (de) en tant que président du groupe parlementaire au conseil municipal. Il est député du Reichstag de 1912 à 1918 et représente la 1re circonscription du Palatinat (Spire). En 1919, il est élu à l'Assemblée nationale de Weimar. Après que Krafft démissionne de ses fonctions en 1920, Binder demande à lui succéder en tant que maire de Ludwigshafen. Cependant, le SPD préfère l'ancien ministre-président bavarois Johannes Hoffmann, qui est ensuite battu par le candidat bourgeois Christian Weiss aux élections. Binder démissionne de toutes ses fonctions et est alors maire de Grünstadt de 1920 à 1927.